# Општина Калараши (Клуж)
Калараши (рум. Călăraşi) општина је у Румунији у округу Клуж.
Oпштина се налази на надморској висини од 402 m.